# Livio Isotti
Livio Isotti (né le 27 juin 1927 à Pesaro, dans la région des Marches et mort le 19 septembre 1999 à Hamilton, au Canada) est un coureur cycliste italien des années 1950. 

## Biographie
Professionnel de 1950 à 1956, Livio Isotti a notamment remporté une étape du Tour de France 1953,.

## Palmarès

### Palmarès amateur
- 1949
  - Tour des Pouilles et Lucanie
    - Classement général
    - 5e et 7e étapes

  - Coppa Giulio Burci
  - 2e du Trophée Matteotti

### Palmarès professionnel
- 1950
  - Tour de Romagne
  - 2e du Tour des Dolomites
  - 3e de Milan-Turin

- 1952
  - Grand Prix Ceramisti
  - 7e étape du Tour de Castille

- 1953
  - 7e étape du Tour de Sicile
  - 7e étape du Tour de France
  - 3e du Trophée Matteotti

- 1954
  - 1re et 5eb étapes du Tour de Sicile
  - 2e du Tour de Sicile
  - 3e du Trofeo Matteotti

## Résultats sur les grands tours

### Tour de France
1 participation
- 1953 : 42e, vainqueur de la 7e étape

### Tour d'Italie
- 1950 : abandon
- 1951 : abandon
- 1952 : 28e
- 1953 : 40e
- 1954 : abandon